# ستيفان مولينو
ستيفان مولينو (بالإنجليزية: Stefan Molyneux)‏ (24 سبتمبر 1966، أثلون في جمهورية أيرلندا)؛ يوتيوبر وروائي كندي.

## روابط خارجية
- ستيفان مولينو على موقع IMDb (الإنجليزية)
- ستيفان مولينو على موقع ميوزك برينز (الإنجليزية)
- ستيفان مولينو على موقع قاعدة بيانات الفيلم (الإنجليزية)